# جون إيفانز (راكب الكنو)
جون إيفانز (بالإنجليزية: John Evans)‏ هو راكب الكنو أمريكي، ولد في 5 أغسطس 1949 في لوس أنجلوس في الولايات المتحدة.

## وصلات خارجية
- جون إيفانز على موقع أوليمبيديا (الإنجليزية)